# Judi McLeod
Pour les articles homonymes, voir McLeod.
Judi Ann T. McLeod (née en 1944) est une journaliste canadienne. Auparavant reporter pour plusieurs journaux ontariens, elle dirige maintenant le site de nouvelles en ligne conservateur, le Canada Free Press (CFP).

## Jeunesse et carrière
McLeod est née à l'Île-du-Prince-Édouard et a grandi à l'orphelinat Saint Joseph à Halifax, en Nouvelle-Écosse .  
Son premier article a été publié dans The Chronicle-Herald d'Halifax alors qu'elle avait 18 ans. McLeod a rencontré son futur mari, John, alors qu'il était le rédacteur en chef du Oshawa Times et qu'elle n'était qu'une toute jeune reporter. 

## Carrière

### Brampton Times
Après dix ans passés au Ottawa Journal, John a été embauché par le Brampton Times. Il a suggéré que le journal embauche également sa femme, qui travaillait alors pour une entreprise de relations publiques de Toronto.  Judi McLeod est devenue journaliste assignée à l'hôtel de ville pour le Brampton Times en 1981. 
Lorsqu'elle est congédiée en 1983, elle allègue que les progressistes-conservateurs qu'elle avait accusés d'ingérence dans la politique locale avaient fait pression sur le journal. Lorsque son mari la réintègre au poste, le journal les renvoie tous les deux.
La Fédération du travail de l'Ontario a contesté le congédiement au nom de McLeod pour intervention politique.  The Globe and Mail a rapporté que le ministre canadien du multiculturalisme, le député libéral James Fleming, a mené une enquête sur le congédiement de McLeod. Fleming considérait que la réaffectation de McLeod équivalait à de l'intimidation de journaliste.
Les McLeod ont intenté une action en justice contre le Brampton Times pour congédiement injustifié, mais l'ont ensuite retirée. Judi McLeod a également déposé une plainte auprès de la Commission ontarienne des droits de la personne,.  
Quelques jours après avoir été congédié, McLeod a remporté le prix ontarien Edward J. Hayes Memorial pour ses reportages spécialisés.  Le journaliste Peter Desbarats a dit de la couverture de McLeod qu'elle était la meilleure des 22 quotidiens ontariens. Les articles qui ont été publiés au cours de sa dernière année au Brandon Times ont remporté le Western Ontario Newspaper Award dans la catégorie Journalisme spécialisé.   
Sur une courte période en 1984, les McLeod ont fondé The Bramptonian, un journal local couvrant Brampton. 

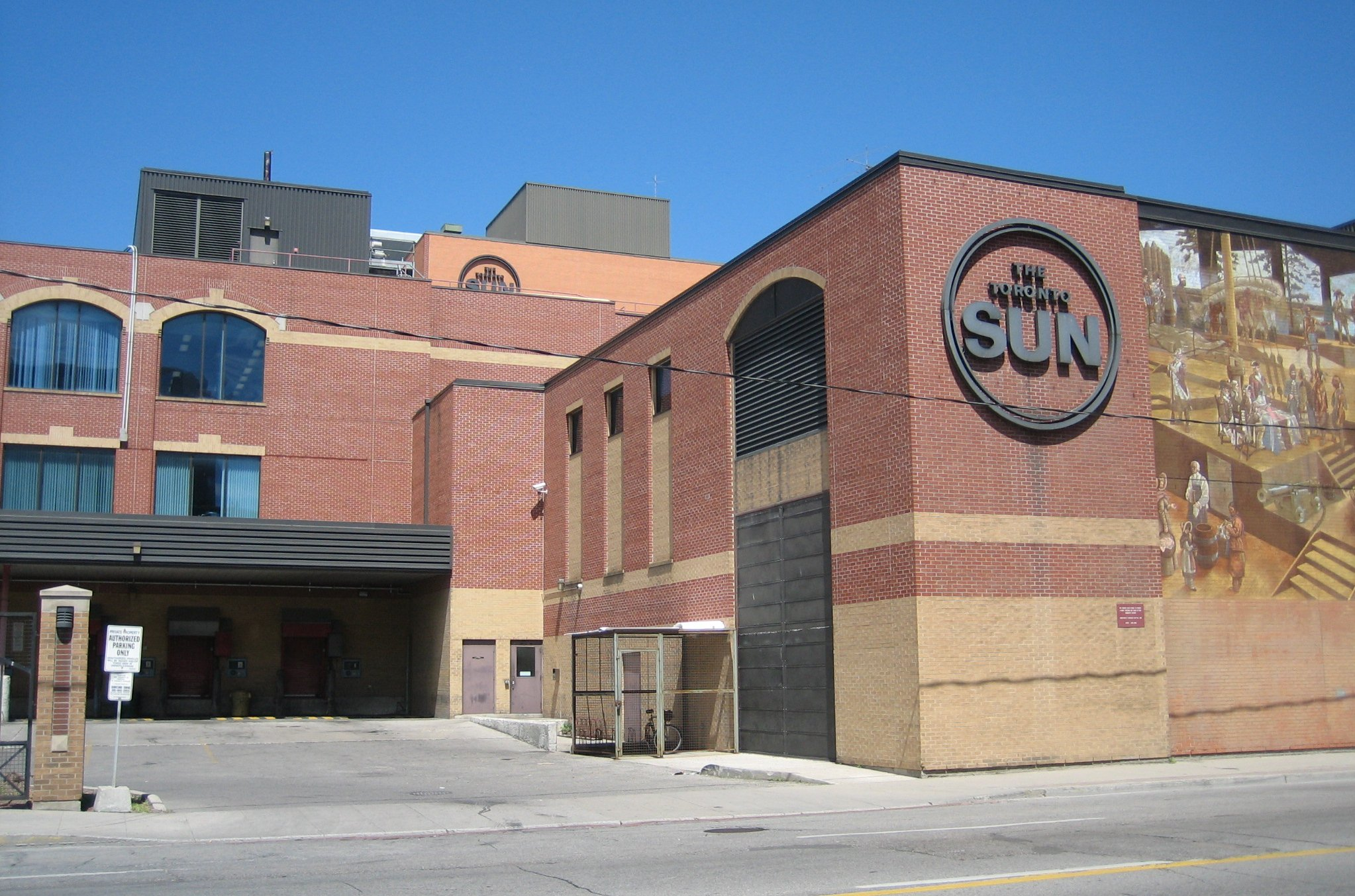
Le Toronto Sun

### Toronto Sun
Les McLeod ont rejoint le Toronto Sun en 1985, où Judi a couvert l'éducation et John travaillait pour la section affaires.  Les chroniques de Judi critiquaient vivement les commissaires scolaires du Nouveau Parti démocratique qui siégeaient alors au Conseil scolaire du district de Toronto .  
Selon Judi McLeod, les parents ethniques qui voulaient que leur langue maternelle soit enseignée à l'école étaient « aussi diaboliques que n'importe lequel des personnages de la plume imaginative de Charles Dickens ... vraiment désagréables ». Elle a mis en garde les gens contre le « multiculturalisme détraqué » et s'est opposé au conseil scolaire sur la décision d'organiser une conférence pour les étudiants sur l'apartheid en Afrique du Sud.  
Au cours de ses années de journaliste attitrée au conseil scolaire au Toronto Sun, elle est décrite comme une « pit-bull journalistique ». Le Globe and Mail prétend que McLeod avait « de l'influence sur les bureaucrates qui dirigent les écoles de Toronto depuis le Education Centre sur la rue College ». 

### Kingston Whig-Standard
Après avoir été renvoyée du Toronto Sun, elle a vécu à Kingston en Ontario pendant trois ans, où elle a travaillé comme journaliste et chroniqueuse pour le Kingston Whig-Standard.

## Fondation duCanada Free Press
En 1991, elle est retournée à Toronto et a fondé, avec l'aide du conseiller municipal de l'époque, Tony O'Donohue, Our Toronto Free Press. Il s'agissait d'un journal mensuel de droite gratuit imprimé et distribué à 100 000 exemplaires. On y traitait de la politique municipale et des sujets locaux. Le journal a été financé avec les économies personnelles de McLeod et de la publicité. il était publié à partir de l'appartement des McLeod. 
Dans un article intitulé Portrait of a Poverty Pimp publié en 1999 dans le magazine Toronto Eye, McLeod a accusé les dirigeants de la Coalition ontarienne contre la pauvreté d'exploiter les sans-abris dans le but de promouvoir un programme marxiste radical. Elle est alors accusée de « piqûres rouges, de fausses représentations et de médisances ».
Dans les années 2000, Our Toronto Free Press est devenu le Canada Free Press qui est maintenant publié en ligne seulement. Le Free Press est décrit comme « un tabloïd conservateur en ligne ».